# Françoise Abanda
Françoise Abanda (5 de febrero de 1997) es una jugadora de tenis canadiense junior. Su mejor clasificación en la WTA fue la número 175 del mundo, que llegó el 6 de octubre de 2014. En dobles alcanzó número 197 del mundo, que llegó el 8 de septiembre de 2014. Logró su récord personal en le ranking juvenil como n.º 4 el 29 de abril de 2013.

## Títulos ITF

### Individual (2)
| Torneos de $100,000 |
| Torneos de $75,000  |
| Torneos de $50,000  |
| Torneos de $25,000  |
| Torneos de $15,000  |
| Torneos de $10,000  |

| N.º | Fecha                | Torneo                         | Superficie | Oponentes       | Resultado     |
| --- | -------------------- | ------------------------------ | ---------- | --------------- | ------------- |
| 1.  | 19 de enero de 2014  | Port St. Lucie, Estados Unidos | Arcilla    | Heidi El Tabakh | 6-3, 6-4      |
| 2.  | 3 de octubre de 2016 | Redding, Estados Unidos        | Arcilla    | Sachia Vickery  | 3–6, 6–4, 6–4 |

### Finalista (1)
| N.º | Fecha               | Torneo           | Superficie | Oponentes        | Resultado     |
| --- | ------------------- | ---------------- | ---------- | ---------------- | ------------- |
| 1.  | 13 de julio de 2014 | Gatineau, Canadá | Dura       | Stéphanie Foretz | 3-6, 6-3, 3-6 |

### Dobles (2)
| Torneos de $100,000 |
| Torneos de $75,000  |
| Torneos de $50,000  |
| Torneos de $25,000  |
| Torneos de $15,000  |
| Torneos de $10,000  |

| N.º | Fecha                  | Torneos                         | Superficie    | Pareja         | Oponentes                      | Resultado             |
| --- | ---------------------- | ------------------------------- | ------------- | -------------- | ------------------------------ | --------------------- |
| 1.  | 1 de noviembre de 2013 | Toronto, Canadá                 | Dura (i)      | Victoria Duval | Melanie Oudin Jessica Pegula   | 7-6(7-5), 2-6, [11-9] |
| 2.  | 3 de mayo de 2015      | Charlottesville, Estados Unidos | Tierra batida | María Sánchez  | Olga Ianchuk Irina Khromacheva | 6–1, 6–3              |

### Finalista (1)
| N.º | Fecha                 | Torneos          | Superficie | Pareja         | Oponentes                           | Resultado |
| --- | --------------------- | ---------------- | ---------- | -------------- | ----------------------------------- | --------- |
| 1.  | 26 de octubre de 2013 | Saguenay, Canadá | Dura (i)   | Victoria Duval | Marta Domachowska Andrea Hlaváčková | 5-7, 3-6  |